# Скифская баллада (песня)
«Там, за Танаис-рекой» (наиболее известное название песни), «Там, за Танаисом-рекой», «Скифы», авторское название «Скифская баллада» — советская песня, написанная на мотив казачьей песни «Там, за Доном, за рекой казаки гуляют». Автор изначального текста — археолог Юрий Десятчиков (скончавшийся в 1994). Имеет высокую вариативность текста.

## Создание
Песня создана в 1960 или 1961 году (называется также версия с постепенным написанием текста) студентами-археологами Московского университета на лекциях по истории КПСС. Изначальный вариант включал в себя около 50 куплетов, однако 25 из них (философский спор грека с кочевником) были утеряны и стали легендарными, однако во многих списках так или иначе указываются. Впоследствии текст сильно фольклоризировался.

### Фольклоризация текста
Общая длина авторского текста и наличие ряда специфических терминов (Акинак, книдское вино, «эллинская рожа» и др.) привела к тому, что песня обзавелась большим количеством вариантов, фактически в каждом регионе текст изменялся. Как результат, на сегодняшний день существует как минимум около десяти вариантов песни. Авторский вариант был записан и выверен в конце 1980-х годов, однако и в нём отсутствуют 25 куплетов «философского спора», в связи с чем существует версия об отсутствии их изначально. Как правило, в песне изменялись именно узкоспециализированные термины (так, в одном из вариантов фраза акинаком рубану по античной роже в сибирских экспедициях заменялась на Со всей силы рубану по поганой роже, однако в южных экспедициях иногда применялось уточнение — … по эллинской роже), в то время как ядро песни, 5—10 куплетов, оставалось неизменным, однако существуют варианты, схожие с изначальным только мотивом и общим сюжетом, что иногда приводит к абсурдным искажениям. Существует также сибирский юмористический вариант «Там, за Ангарой-рекой», обыгрывающий локальный конфликт в одной из экспедиций и построенный на мотиве и образах оригинальной песни:

Ангара-то широка, широка,

Нет конца и краю,

Повстречаю шефа я, шефа я

Пьяного в сарае.

Штыковухой изрублю, изрублю

Всю погану рожу.

А Открытый лист себе возьму, себе возьму,

Он всего дороже.

## Сюжет
Все варианты текста так или иначе имеют общий сюжет о воине-кочевнике, повстречавшем в широком поле грека. Выйдя победителем из схватки, лирический герой увозит трофеи, включая коня, в Херсонес, после чего идут описание досуга воина — вина, гетер. Авторский вариант также включает чествование кочевника и его лирические размышления, однако, как правило, «усредненный вариант», исполняющийся в экспедициях, их не включает.

## В современной культуре
Песня является общей классикой археологических экспедиций, являясь неформальным гимном южных археологов, однако вне археологической среды имеет неширокую известность, исполняясь эпизодически.